# Polnische Poolbillard-Meisterschaft 2000
Die polnische Poolbillard-Meisterschaft 2000 war die neunte Austragung der nationalen Meisterschaft in der Billardvariante Poolbillard. Die Wettbewerbe der Damen fanden vom 15. bis 17. September 2000 in Koszalin statt, die Wettbewerbe der Herren vom 28. November bis 1. Dezember 2000 in Krynica. Ausgespielt wurden die Disziplinen 8-Ball, 9-Ball und 14/1 endlos.

## Medaillengewinner
| Disziplin            | Gold                                      | Silber                                | Bronze                                | Bronze                                      |
| -------------------- | ----------------------------------------- | ------------------------------------- | ------------------------------------- | ------------------------------------------- |
| Herren – 8-Ball      | Michał Lichodziejewski (Gestor Myślenice) | Karol Augustynowicz (Elida Białystok) | Tomasz Meyer (Magnum Warszawa)        | Patryk Bryll (Club 21 Gdańsk)               |
| Herren – 9-Ball      | Radosław Babica (Contact Kielce)          | Adam Ewald (Club 21 Gdańsk)           | Karol Augustynowicz (Big One Opole)   | Wojciech Trajdos (Magnum Warszawa)          |
| Herren – 14/1 endlos | Adam Ewald (Club 21 Gdańsk)               | Wojciech Gosk (Pino Dębica)           | Radosław Babica (Contact Kielce)      | Patryk Bryll (Club 21 Gdańsk)               |
| Damen – 8-Ball       | Izabela Łącka (Porter Częstochowa)        | Grażyna Gronowska (Contact Kielce)    | Agnieszka Mulczyńska (Ikar Bydgoszcz) | Maria Nielubowicz (Magnum Warszawa)         |
| Damen – 9-Ball       | Izabela Łącka (Porter Częstochowa)        | Grażyna Gronowska (Contact Kielce)    | Agnieszka Mulczyńska (Ikar Bydgoszcz) | Karolina Stawarz (Ósemka Rzeszów)           |
| Damen – 14/1 endlos  | Izabela Łącka (Porter Częstochowa)        | Maria Nielubowicz (Magnum Warszawa)   | Karolina Stawarz (Ósemka Rzeszów)     | Magdalena Tatarkiewicz (Porter Częstochowa) |